# Саусаліто
Саусаліто (англ. Sausalito) — місто (англ. city) в США, в окрузі Марін штату Каліфорнія. Населення — 7269 осіб (2020).

## Географія та визначні пам'ятки
Саусаліто розташоване на західному, тихоокеанському узбережжі США, на північному березі бухти Сан-Франциско за координатами 37°51′30″ пн. ш. 122°29′31″ зх. д. / 37.85833° пн. ш. 122.49194° зх. д. (37.858369, -122.491844).  За даними Бюро перепису населення США в 2010 році місто мало площу 5,85 км², з яких 4,59 км² — суходіл та 1,26 км² — водойми.
У Саусаліто починається північний в'їзд на міст Золоті ворота, перекинутий через затоку Сан-Франциско. З навколишніх пагорбів відкривається вид на бухту, а також на відому в'язницю-острів Алькатрас. Поромне сполучення з Сан-Франциско приваблює в Саусаліто численних туристів.

### Клімат
| Клімат : Саусаліто       | Клімат : Саусаліто | Клімат : Саусаліто | Клімат : Саусаліто | Клімат : Саусаліто | Клімат : Саусаліто | Клімат : Саусаліто | Клімат : Саусаліто | Клімат : Саусаліто | Клімат : Саусаліто | Клімат : Саусаліто | Клімат : Саусаліто | Клімат : Саусаліто | Клімат : Саусаліто |
| Показник                 | Січ.               | Лют.               | Бер.               | Квіт.              | Трав.              | Черв.              | Лип.               | Серп.              | Вер.               | Жовт.              | Лист.              | Груд.              | Рік                |
| Середній максимум, °C    | 13,9               | 15,6               | 16,7               | 17,2               | 17,8               | 19,4               | 19,4               | 20,0               | 21,1               | 20,6               | 17,2               | 13,9               | 17,7               |
| Середній мінімум, °C     | 7,8                | 8,9                | 9,4                | 9,4                | 10,6               | 11,7               | 12,2               | 12,8               | 12,8               | 12,2               | 10,0               | 7,8                | 10,5               |
| Норма опадів, мм         | 114                | 92                 | 83                 | 37                 | 18                 | 4                  | 0                  | 2                  | 5                  | 28                 | 80                 | 116                | 579                |
| ------------------------ | ------------------ | ------------------ | ------------------ | ------------------ | ------------------ | ------------------ | ------------------ | ------------------ | ------------------ | ------------------ | ------------------ | ------------------ | ------------------ |
| Джерело: Weather Channel |                    |                    |                    |                    |                    |                    |                    |                    |                    |                    |                    |                    |                    |

## Демографія

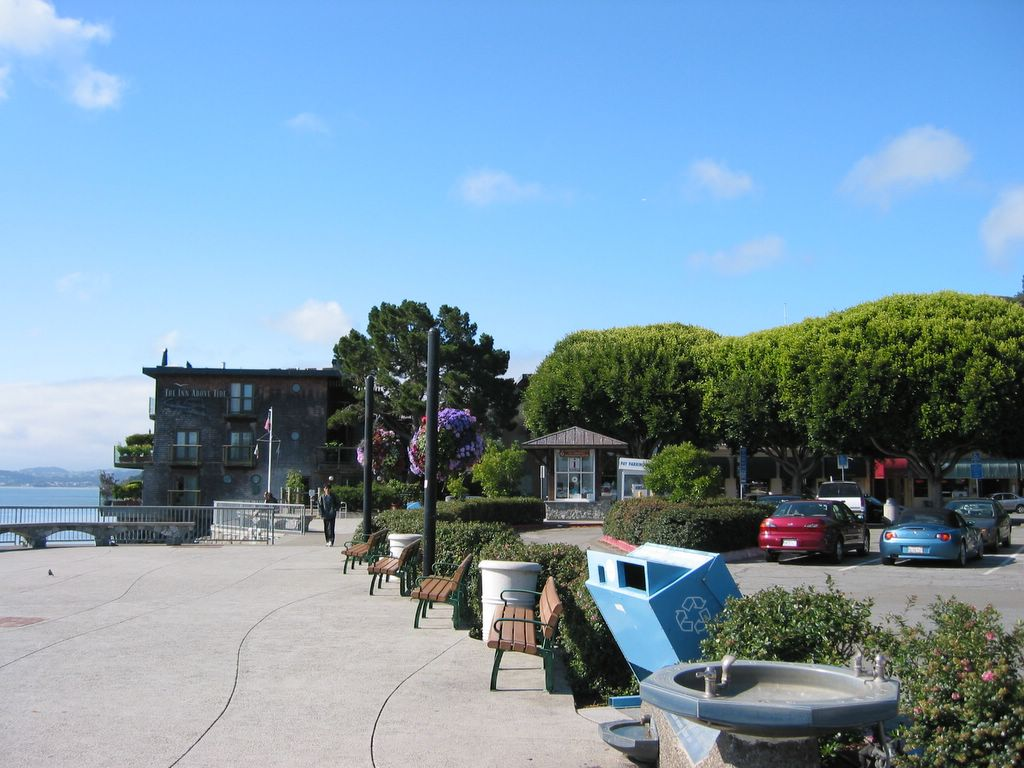
Поблизу порту Саусаліто

Згідно з переписом 2010 року, у місті мешкала 7061 особа в 4112 домогосподарствах у складі 1653 родин. Густота населення становила 1208 осіб/км².  Було 4536 помешкань (776/км²).
Расовий склад населення:
| - 90,6 % — білих - 4,8 % — азіатів - 0,9 % — чорних або афроамериканців - 0,2 % — корінних американців - 0,1 % — вихідців з тихоокеанських островів |

До двох чи більше рас належало 2,5 %. Частка іспаномовних становила 4,1 % від усіх жителів.
За віковим діапазоном населення розподілялося таким чином: 8,7 % — особи молодші 18 років, 70,1 % — особи у віці 18—64 років, 21,2 % — особи у віці 65 років та старші. Медіана віку мешканця становила 51,1 року. На 100 осіб жіночої статі у місті припадало 90,2 чоловіків;  на 100 жінок у віці від 18 років та старших — 89,2 чоловіків також старших 18 років.
Середній дохід на одне домашнє господарство  становив 178 616 доларів США (медіана — 122 434), а середній дохід на одну сім'ю — 247 482 долари (медіана — 181 667). Медіана доходів становила 107 194 долари для чоловіків та 107 337 доларів для жінок. За межею бідності перебувало 5,6 % осіб, у тому числі 1,3 % дітей у віці до 18 років та 4,4 % осіб у віці 65 років та старших.
Цивільне працевлаштоване населення становило 4512 особи. Основні галузі зайнятості: науковці, спеціалісти, менеджери — 28,4 %, освіта, охорона здоров'я та соціальна допомога — 15,0 %, фінанси, страхування та нерухомість — 13,0 %.